# Mariano Paredes y Arrillaga
Mariano Paredes y Arrillaga (Cidade do México, 1792 - setembro de 1849) foi um militar ultraconservador mexicano que ocupou o cargo de presidente do México em 1846.

## Carreira
Iniciou a sua carreira militar no exército espanhol em 1812, combatendo o exército independentista na guerra da Independência do México até à sua adesão ao plano de Iguala após a proclamação deste em 1821.
Liderou uma rebelião levada a cabo em 1 de novembro de 1844, sendo bem-sucedido na deposição de Antonio López de Santa Anna, a quem ajudara a ascender à presidência liderando o movimento que levou à destituição de Anastasio Bustamante em 1841. No entanto seria preterido na eleição do novo presidente, sendo eleito José Joaquín de Herrera.
No início do conflito com os Estados Unidos, foi nomeado e enviado para comandar o exército do norte que deveria repelir as incursões das tropas dos Estados Unidos no norte do México. Em lugar disso, deteve-se em San Luis Potosí a partir de onde, em 14 de dezembro de 1845, iniciou uma rebelião com vista ao derrube de Herrera. Seria bem-sucedido, sendo eleito presidente em 2 de janeiro de 1846.
O seu mandato foi curto e marcado pela ausência de tomada de quaisquer medidas com vista a repelir a invasão do país pelos Estados Unidos, nem mesmo após as derrotas sofridas nas batalhas de Palo Alto e Resaca de la Palma em 8 e 9 de maio de 1846.
O país caiu na anarquia generalizada, enquanto tentava combater a invasão americana. O descontentamento era geral e Paredes seria deposto por uma revolta liderada por Santa Anna em agosto de 1846, durante a qual foi preso e posteriormente exilado na Europa. Após a ocupação da Cidade do México pelas tropas dos Estados Unidos em 1847 regressa ao México, insurgindo-se contra o tratado de Guadalupe Hidalgo após a retirada americana.
Participaria numa última tentativa de rebelião em Guanajuato em junho de 1848, a qual seria dominada por Bustamante, após o que Paredes permaneceu escondido durante vários meses até ser incluído numa amnistia declarada em abril de 1849. Regressa à Cidade do México onde morreu cinco meses depois.